# Ponte de Varziela
A Ponte da Varziela é uma ponte medieval situada sobre a ribeira da Varziela, afluente do rio Laboreiro, no perímetro do Parque Nacional da Peneda-Gerês, localizada a noroeste da inverneira de Varziela, em Castro Laboreiro, município de Melgaço, distrito de Viana do Castelo.
Desde 1986, está classificada como Imóvel de Interesse Público.

## História
Construída na época medieval, a ponte foi erguida para substituir uma outra anterior da era romana, que permitia a passagem do ribeiro em direção a umas minas de ouro exploradas pelos romanos, a cerca de 60 metros da margem direita. Encerradas as minas e acentuando-se a ruralização do território, a ponte tornou-se local de passagem para as comunidades de habitação sazonal, que viviam da transumância, sendo a pastorícia e a exploração de gado a sua principal fonte de subsistência. A data da sua construção não é precisa, estimando-se que decorreu entre os séculos XII e XIV.

## Características
Com um único arco de volta perfeita, de aduelas iguais, e uma rampa com dois metros de largura, a ponte de tabuleiro em cavalete suave possui guardas formadas por blocos de granito, de pedra aparelhada, colocados verticalmente e umas alminhas talhadas em granito a sua entrada. O pavimento é formado por grandes lajes.

## Galeria

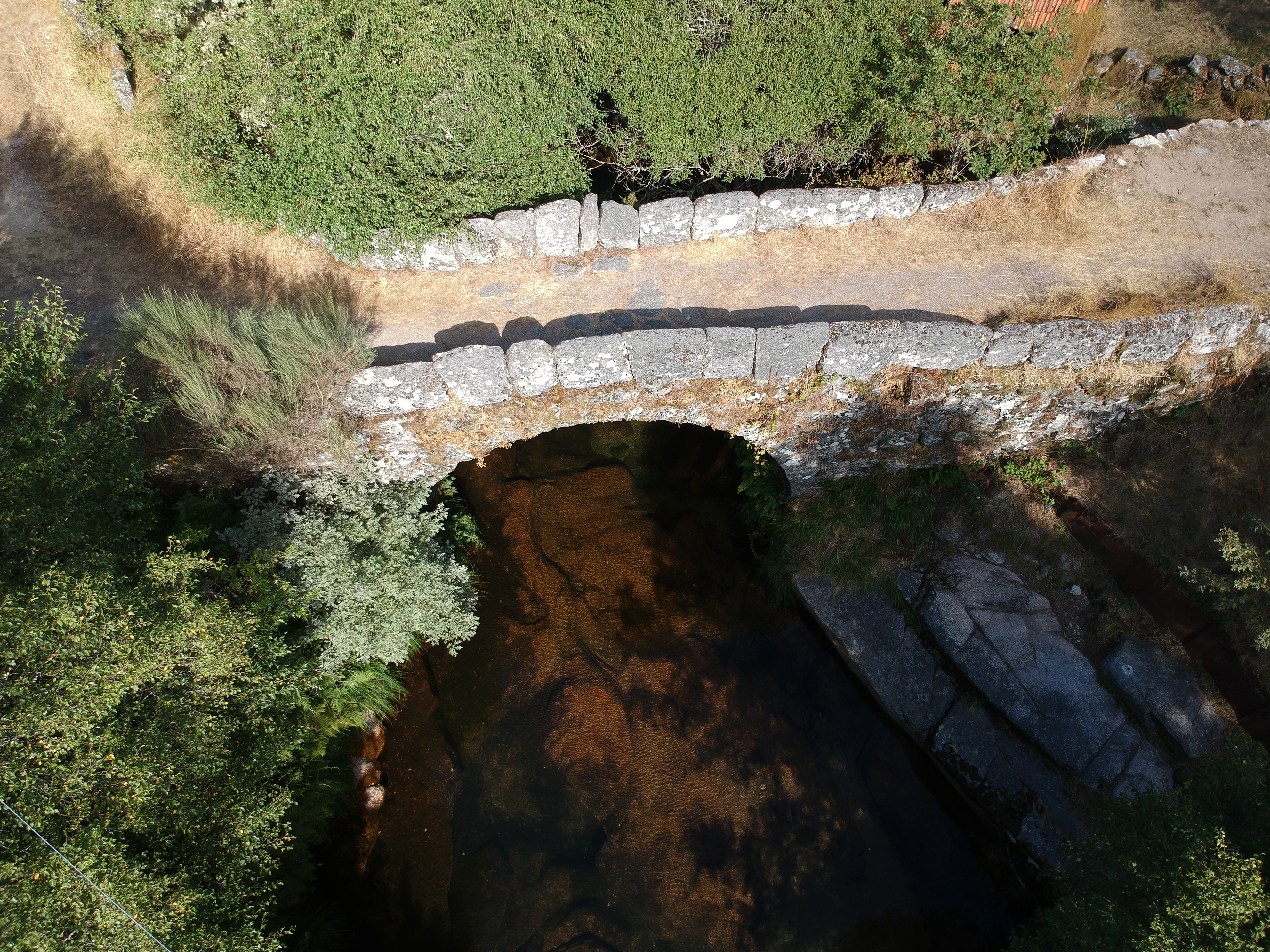
Vista aérea
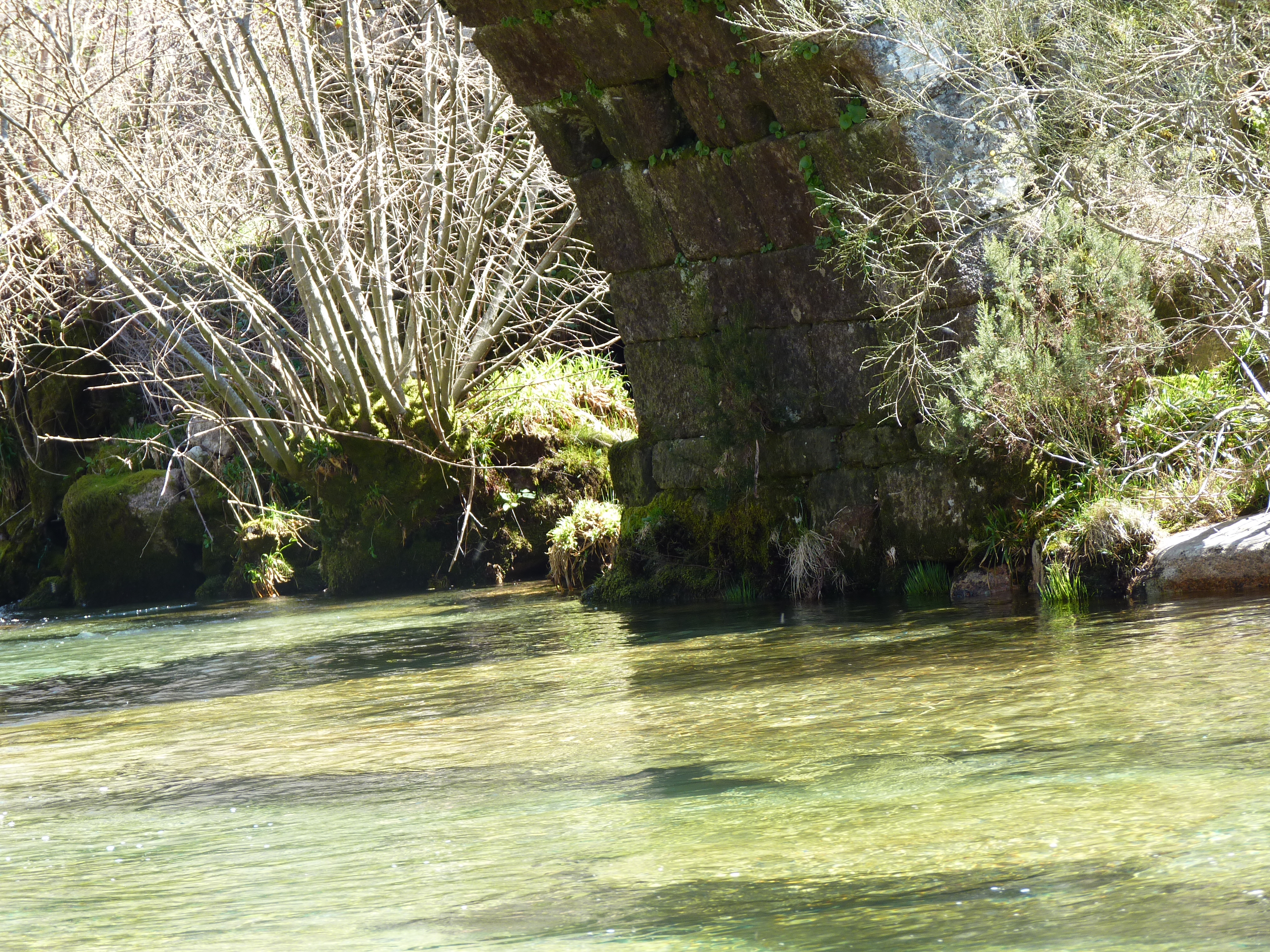
Ponte da Varziela
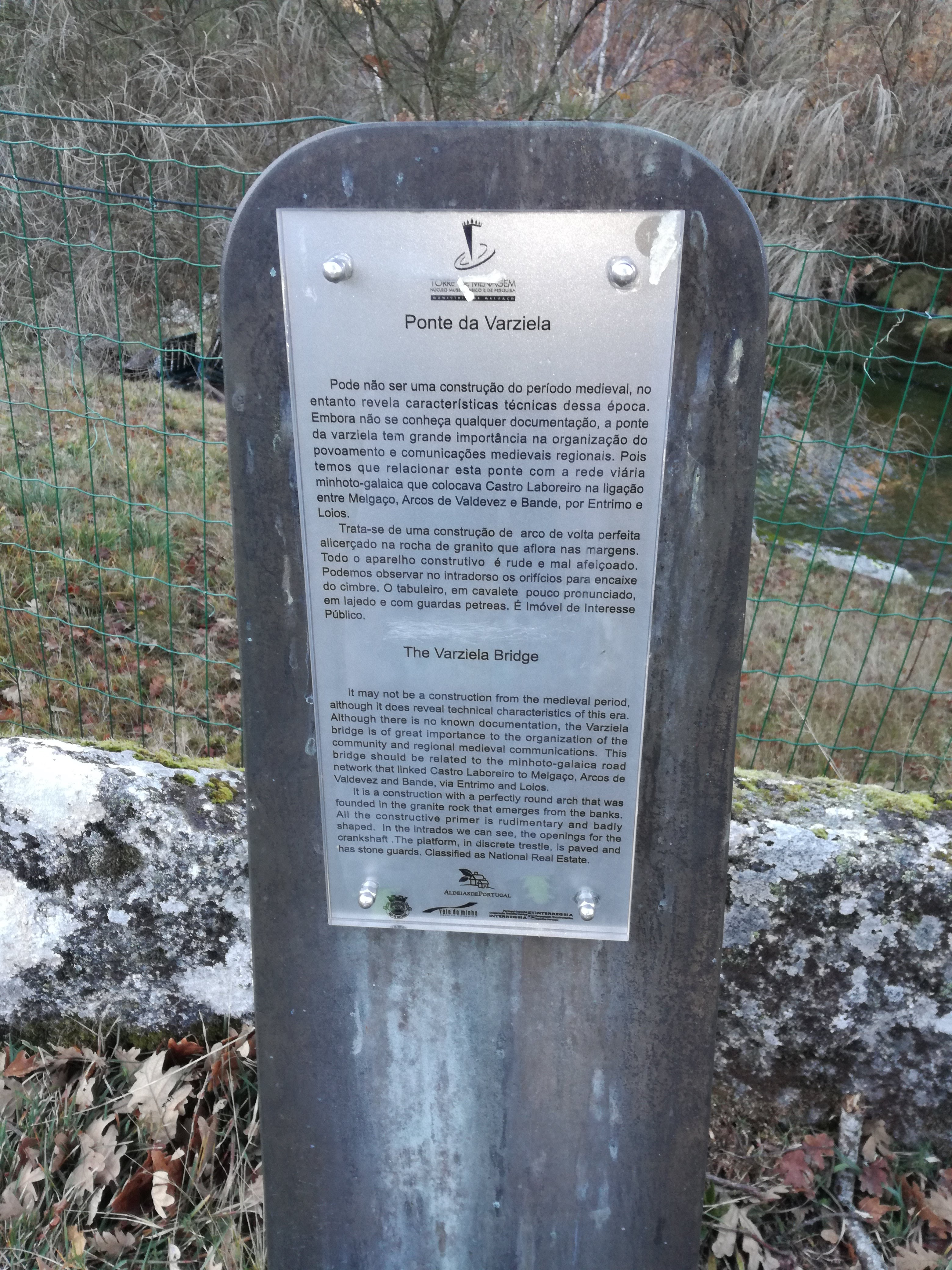
Marco Informativo sobre a Ponte da Varziela